# Manuel Camps i Castellví
Manuel Camps i Castellví (Vilafranca del Penedès, 31 de desembre del 1772 - Barcelona, 1842) fou un tenor, mestre de capella i organista català.
Fou tenor de la Reial Capella i Cambra de Madrid, també fou capellà titular del convent de les Descalces Reials de Madrid, va ser anomenat beneficiat i mestre de capella de Vilafranca del Penedès, càrrec en el qual va estar durant 12 anys. Posteriorment, va ingressar com a tenor en la capella Santa Maria del Mar de Barcelona. Compongué algunes obres de música d'església i l'obra teòrica Escuela elemental del noble arte de la música y canto. Con un verdadero método de enseñanza para el pronto conocimiento del canto llano o gregoriano, reformado y reducido a una sola llave, para el bien y decoro de todo el estado eclesiástico, Barcelona, Imp. de la Viuda e hijos de Gorchs (1834), en la qual parla del cant pla reformat.
Baltasar Saldoni va dir d'ell que era: 
| «                  | un tenor de grandíssima reputació i sense rival entre els contemporanis per la seva gran veu de tenor i un bon mètode de cant. | » |
| — Baltasar Saldoni | |   |

Algunes de les seves obres religioses es troben a E:AVP, el Archivo de Vilafranca del Penedès a Barcelona, aquestes són: Mi Dios poderoso, Co, 8V, Orq, 1818; Dixit Dominus, Ps, 4V, obs, vns, tps, ac, 1819; Magnificat, 4V, obs, vns, tps, as, 1819; Rosario a dúo, 2Ti, B, vns, ac, 1819; Trisagio a Maria Santissima, 4V, Ora, 1827; Admirad alto numen propio, Vill, 4V, obs, tps, 2vn, ac; Esta víctima escogida, aria y Cn, 4V, obs, tps, vns, ac i Rosario, 4V, obs, tps, vns, as.
A l'arxiu de l'antiga capella de música de Santa Maria guarden vuit obres seves que abracen els anys 1812-1832.